# Strade regionali dell'Abruzzo
Le strade regionali dell'Abruzzo sono quelle strade, ex strade statali, che sono state devolute dal demanio nazionale a quello regionale. In tutto il territorio regionale le ex strade statali sono ulteriormente state date in gestione alle quattro province abruzzesi; due, L'Aquila e Pescara, hanno mantenuto la denominazione di "strada regionale", mentre altre due, Chieti e Teramo, hanno rinumerato le strade come strade provinciali.

## Elenco
| Numero | Denominazione                                   | Percorso | Lunghezza (km) |
| ------ | ----------------------------------------------- | --- | -------------- |
|        | Via Tiburtina Valeria                           | Carsoli - Tagliacozzo |                |
|        | Via Tiburtina Valeria                           | Raiano - Pratola Peligna | 6,150          |
|        | Vestina-Sarentina                               | L'Aquila - Civita di Bagno - Rocca di Cambio - SS 696 |                |
|        | Adriatica                                       | SS 16 bis e SS 151 presso Cappelle sul Tavo - Colle Morgetta (Spoltore) - Spoltore - Villa Raspa (Spoltore) - Innesto su SR 602                                                                      | 9,400          |
|        | delle Svolte di Popoli                          | Navelli - Popoli Terme | 9,588          |
|        | della funivia del Gran Sasso e Campo Imperatore | Assergi (casello A 24) - Funivia del Gran Sasso d'Italia - bivio Montecristo - Campo Imperatore - Castel del Monte - Villa Santa Lucia degli Abruzzi - SR 602                                        |                |
|        | della funivia del Gran Sasso                    | Bazzano - Paganica | 3,000          |
|        | della funivia del Gran Sasso                    | SR 17 bis - Montecristo | 1,800          |
|        | della funivia del Gran Sasso                    | SR 17 bis (loc. Ceraso) - ruderi di Sant'Egidio - Campo Imperatore | 10,000         |
|        | della Valle del Liri                            | Avezzano - Capistrello - Civitella Roveto - Morino - San Vincenzo Valle Roveto - Balsorano - confine Provincia di Frosinone                                                                          | 47,700         |
|        | Picente                                         | SS 260 - Pizzoli - Barete - SS 260 | 6,500          |
|        | Subequana                                       | SS 17 presso San Gregorio - San Demetrio ne' Vestini - Fontecchio - Acciano - Molina Aterno - SS 5                                                                                                   | 35,710         |
|        | dell'Aremogna                                   | Roccaraso - impianti sciistici Aremogna | 10,300         |
|        | dell'Aremogna                                   | SR 437 - Rifugio Principessa Giovanna | 0,520          |
|        | di Leonessa                                     | Montereale - Ville di Fano - confine Provincia di Rieti | 11,713         |
|        | Sannite                                         | Sulmona - SP 14 (Introdacqua) - Bugnara - Anversa degli Abruzzi - Villalago - Scanno - Villetta Barrea                                                                                               | 59,559         |
|        | di Forca d'Acero                                | Opi - valico Forca d'Acero - confine Provincia di Frosinone | 9,660          |
|        | del Ceraso                                      | Ovindoli - impianti sciistici Magnolia | 4,200          |
|        | del Lago di Campotosto                          | SS 80 (loc. Porcinaro) - Campotosto - Poggio Cancelli - confine Provincia di Rieti | 26,400         |
|        | Palentina                                       | Capistrello - Corcumello - S. Sebastiano - SS 5 (loc. Villa Nuova) | 13,400         |
|        | di Forca di Penne                               | SS 153 presso Capestrano - Ofena - Forca di Penne - Brittoli - Civitacquana - Catignano - Cepagatti - Villanova - Calcasacco - Santa Teresa - innesto sulla SS 16 bis presso Villa Raspa di Spoltore | 59,007         |
|        | di Monte Luco                                   | SS 17 presso L'Aquila - Pianola - Poggio di Roio - L'Aquila | 11,050         |
|        | di Monte Luco                                   | Poggio di Roio - Monte Luco | 2,250          |